# Tigridia meleagris
Tigridia meleagris là một loài thực vật có hoa trong họ Diên vĩ. Loài này được (Lindl.) G.Nicholson miêu tả khoa học đầu tiên năm 1887.